# أنتوني بانيير
أنتوني بانيير (بالفرنسية: Anthony Pannier)‏ (مواليد 7 سبتمبر 1988) هو سبّاح فرنسي، مثّل بلاده في الألعاب الأولمبية الصيفية 2012.

## روابط خارجية
أنتوني بانيير على موقع الاتحاد الدولي للسباحة (الإنجليزية)
- أنتوني بانيير على موقع SwimRankings.net (الإنجليزية)
- أنتوني بانيير على موقع اللجنة الأولمبية الدولية (الإنجليزية)
- أنتوني بانيير على موقع أوليمبيديا (الإنجليزية)
- أنتوني بانيير على موقع اللجنة الأولمبية الفرنسية (مؤرشف) (الفرنسية)